# 永樂妙全
永樂妙全（えいらくみょうぜん、1852年 - 1927年10月1日）は、京都の女性陶芸家。本名は悠。夫は永樂得全（14代 土風炉師・善五郎）。善五郎を襲名することはなかったが、技量に優れ作品への評価は高い。

## 略歴
- 1852年（嘉永5年） 山城国乙訓郡（現在の京都府長岡京市）で生まれる。
- 1910年（明治43年） 三井高保より、「悠」印を拝領。
- 1914年（大正3年） 三井高棟より、「妙全」号を受ける。
- 1927年（昭和2年）没。